# Cynortula garna
Cynortula garna is een hooiwagen uit de familie Cosmetidae.